# 青塚古墳 (観音寺市)
青塚古墳（あおづかこふん）は香川県観音寺市に所在する古墳時代中期の帆立貝形古墳。

## 概要

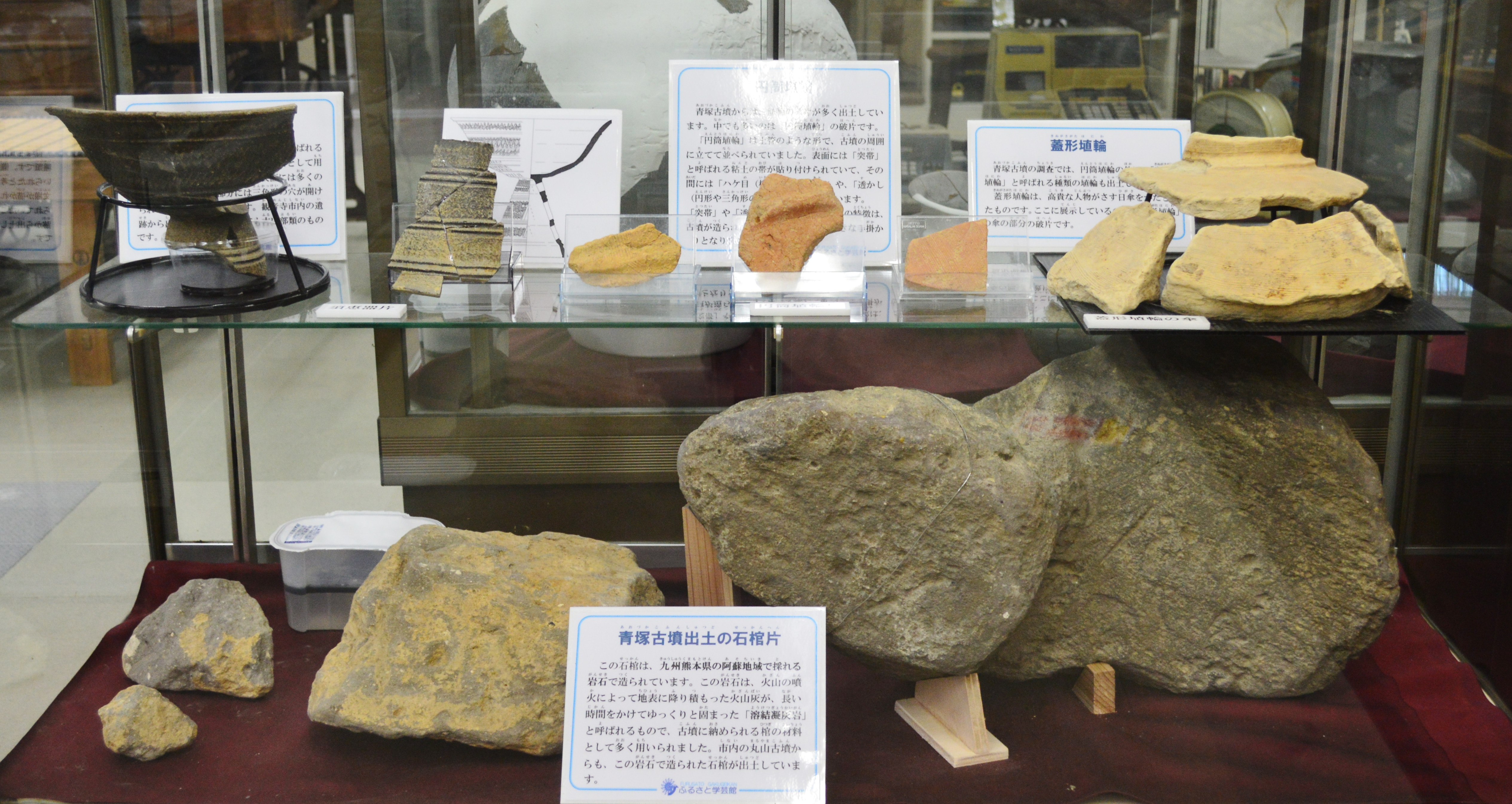
出土品観音寺市ふるさと学芸館展示。

観音寺市原町27番地および同28番地に所在する。
時期は5世紀中葉と推定され、主軸長およそ60メートルと推定される帆立貝形古墳である。ただし、前方部は消滅しており、現状では径約43メートルの後円部しか残存していない。また、周濠の痕跡を確認している。埋葬施設としては竪穴式石室を有し、刳抜（くりぬき）式の舟形石棺が納められていることが確認されている。棺の石材には阿蘇の溶結凝灰岩が用いられている。
舟形石棺は、市内堂本町に所在する円墳である丸山古墳からも確認されており、やはり石材は阿蘇の凝灰岩である。
また、5世紀後葉の高松市御厨天神社古墳においても徳島文理大学による測量調査の結果、帆立貝形を呈することが確認された。

## 市指定史跡
1970年（昭和45年）3月12日に旧観音寺市の史跡に指定され、2005年（平成17年）の合併による新観音寺市の成立後も市指定史跡となっている。管理団体は厳島神社であり、現状でも墳丘前に鳥居が立ち、古墳全体が神域となっている。